# Erlabrunn
Erlabrunn település Németországban, azon belül Bajorországban. Lakosainak száma 1825 fő (2023. december 31.). Erlabrunn Zellingen, Leinach, Margetshöchheim és Thüngersheim községekkel határos.

## Népesség
A település népessége az elmúlt években az alábbi módon változott:
| Lakosok száma | 779  | 950  | 1066 | 1320 | 1687 | 1726 | 1767 | 1765 | 1803 | 1825 |
|               | 1875 | 1950 | 1975 | 1987 | 2012 | 2014 | 2016 | 2017 | 2021 | 2023 |